# فرودگاه بین‌المللی پارنائیبا-پرفایتو دکتر خوائو سیلوا
فرودگاه بین‌المللی پارنائیبا-پرفایتو دکتر خوائو سیلوا (به انگلیسی: Parnaíba-Prefeito Dr. João Silva Filho International Airport) (به زبان بومی: Aeroporto Internacional de Parnaíba–Prefeito Dr. João Silva Filho) یک فرودگاه همگانی مسافربری با کد یاتا PHB است که یک باند فرود آسفالت دارد و طول باند آن ۲۵۰۰ متر است. این فرودگاه در کشور برزیل قرار دارد و در ارتفاع ۷ متری از سطح دریا واقع شده‌است.

## شرکت‌های هواپیمایی و مقصدهای پروازی
| شرکت‌های هواپیمایی        | مقصدهای پروازی |
| ------------------------ | -------------- |
| آزول برزیلین ایرلاینز    | ریکایف         |
| پیکاتوبا ترنسپورتس آئروس | ترسینا         |